# 班尼·班納西
班尼·班納西（Benny Benassi，本名馬爾科·班納西，Marco Benassi，1967年7月13日—），是一位曾獲葛來美獎的義大利DJ及浩室音樂製作人，2009年被DJ Magazine選為世界排名第26名DJ。在2002年夏天發表單曲《Satisfaction》成名。班尼·班納西亦與堂兄艾爾·班納西（Alle Benassi）成立舞曲團體「Benassi Bros.」。

## 作品

### 錄音室專輯
- 2003年：《Hypnotica》
- 2004年：《Pumphonia》
- 2005年：《...Phobia》
- 2008年：《Rock 'n' Rave》
- 2011年：《Electroman》（電音型男）

### 單曲
- 2002年：《Satisfaction》（with The Biz）
- 2002年：《Able to Love》（with Dhany）
- 2010年：《Spaceship》（feat. Kelis、apl.de.ape、Jean Baptiste）
- 2011年：《Beautiful People》（feat. 克里斯小子）
- 2011年：《Cinema》（feat. Grey Go）

### 製作人
- 2012年：《Girl Gone Wild》、《I'm Addicted》、《Best Friend》（麥當娜專輯《MDNA》）

## 獲獎紀錄
- 2008年：第50屆葛萊美獎最佳重混錄音 - Bring the Noise (remix)

## 外部連結
- 官方網站 （页面存档备份，存于）